# Lionheart Music Group
Lionheart Music Group AB är en svensk musikbolagsgrupp innefattande skivbolag, musikförlag och managementbolag, etablerat 1990 och sedan 2014 ingående i Capitol Music Group. Sedan år 2014 är bolaget helägt av Universal Music Group.

## Historik
Verksamheten startades i mindre skala år 1990 av kompositörerna Bobby Ljunggren och Håkan Almqvist. Under bolagsnamnet Lionheart med studio i Tyresö kommun lanserade de sin första artist, den framgångsrika debutanten med artistnamnet "Erika". Samtidigt hade Bobby Ljunggrens hustru, Maria Ljunggren Molin, bestämt sig för att lämna sitt delägda skivbolag Ladybird och starta eget tillsammans med maken. Detta resulterade i management- och artistbokningsbolaget Molin Ljunggren Production (MLP), som tillsammans med Lionheart växte till en mer heltäckande bolagsgrupp med kontorsetablering på Södermannagatan i Stockholm 1995. Då verksamheten växte flyttade man 1999 till nuvarande större lokaler på Nytorgsgatan på Södermalm, där tre inspelningsstudior och administration samlades på samma plats.
Under andra halvan av år 2002 startade man ett samarbete med Mariann Grammofon (Warner Music Group) som resulterade i M&L Records med inriktning på satsningar för Melodifestivalen. År 2006 startades även musikförlaget Lionheart Music. År 2007 sålde man 51% av bolagsgruppen till Universal Music Group Sweden AB, medan paret Ljunggren äger övriga 49%. 
År 2009 lanserades skivmärket Kavalkad för en satsning på dansbandsmusik och 2010 tillkom bolaget SoFo Records för mer modernt trendinriktade musikstilar som pop, electro och dance.
År 2011 ingick skivbolaget Lionheart International, musikförlaget Lionheart Music och bokningsbolaget MLP i en bolagsfusion, vilket resulterade i det nuvarande bolaget Lionheart Music Group AB. Verksamheterna är fortfarande uppdelade internt inom bolaget.
10 september 2014 meddelade Universal Music Group Sweden, att Lionheart ändrar sin bolagsstruktur och man nylanserar paraplyorganisationen Capitol Music Group i Sverige, i vilken Lionheart därmed blir en del inom denna nya gruppering. Ytterligare ett skivmärke, Virgin Records Sweden, startas samtidigt upp inom koncernen i Sverige.
Bolaget är sedan 2014 helägt av Universal Music Group.

## Artister i urval
- Sparzanza
- Doug Seegers
- Robin Stjernberg
- Rascal Flatts
- Tim McGraw
- The Band Perry
- Dr Alban
- Jessica Folcker
- Helena Paparizou
- Lena Meyer-Landrut
- Alexander Rybak
- Gravitonas
- Anna Bergendahl
- Sonja Aldén
- Shirley Clamp
- Jill Johnson
- Elisa's

## Katalog i urval
- Tiësto feat. Icona Pop - Let's Go
- Titiyo - Drottningen är tillbaka
- Austin Mahone - The One I've Waited For
- Dante - Trillion
- John De Sohn - Wild Roses
- De Vet Du - TV-spel
- Norlie & KKV - Där jag hänger min hatt
- Cher Lloyd - Alone With Me
- Llojd - Fel folk
- Alvaro Estrella - All In My Head